# Morozumi Range
Die Morozumi Range ist ein eindrucksvoller Gebirgszug der Usarp Mountains im nördlichen Viktorialand. Er erstreckt sich über etwa 40 km in nordwest-südöstlicher Ausrichtung und überragt mit seinen nördlichen Ausläufern den Ort, an dem der Gressitt-Gletscher und der Rennick-Gletscher zusammenfließen. 
Die geodätische Vermessung erfolgte durch den United States Geological Survey und mithilfe von Luftaufnahmen der United States Navy von 1960 bis 1963. Das Advisory Committee on Antarctic Names benannte das Gebirge 1964 nach dem Polarlichtwissenschaftler Henry M. Morozumi, der 1960 Feldforschungen auf der Amundsen-Scott-Südpolstation durchgeführt hatte und 1963 wissenschaftlicher Leiter der Byrd-Station war. 

## Weblinks

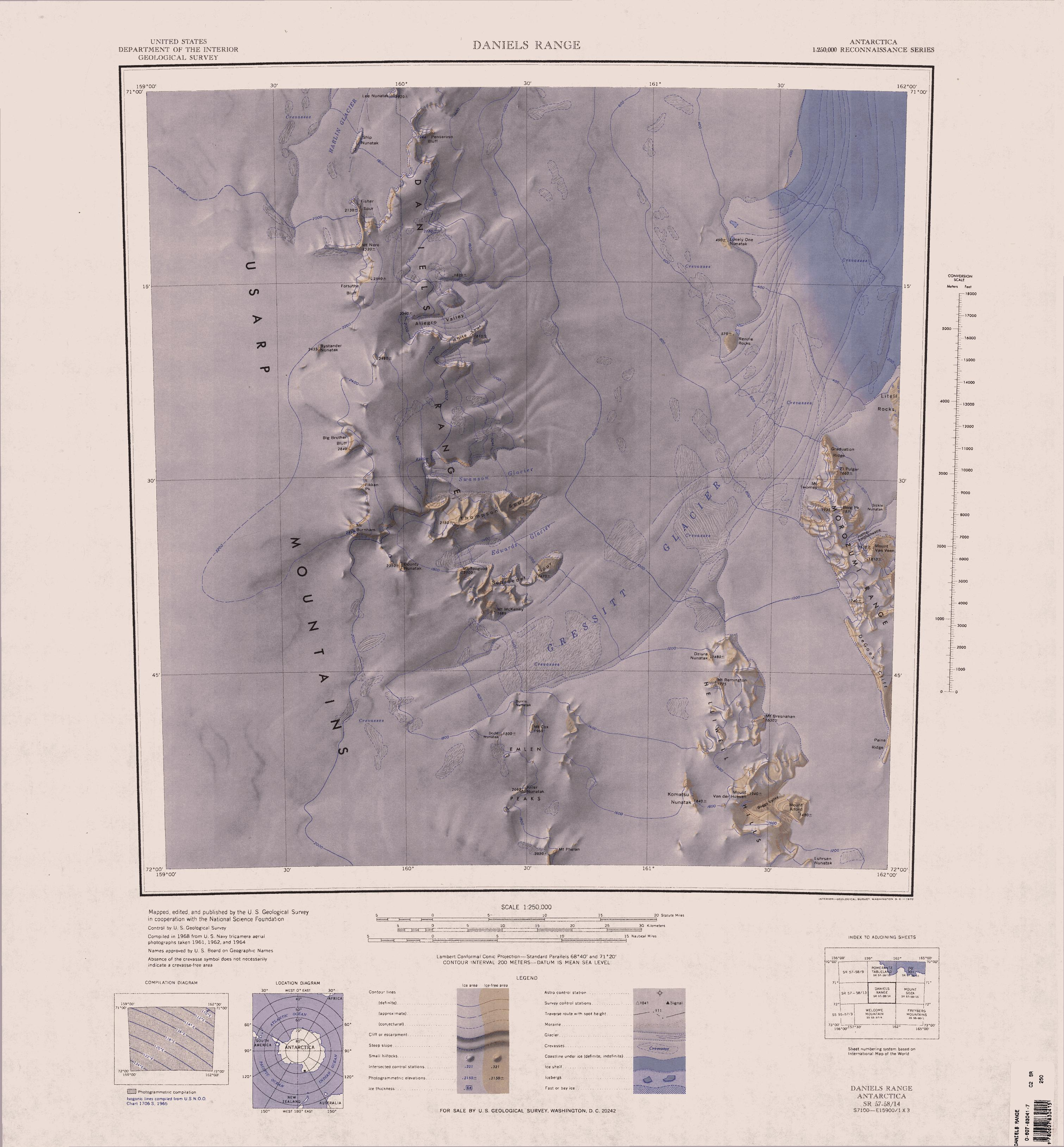
Nordwestteil der Morozumi Range am östlichen Kartenrand
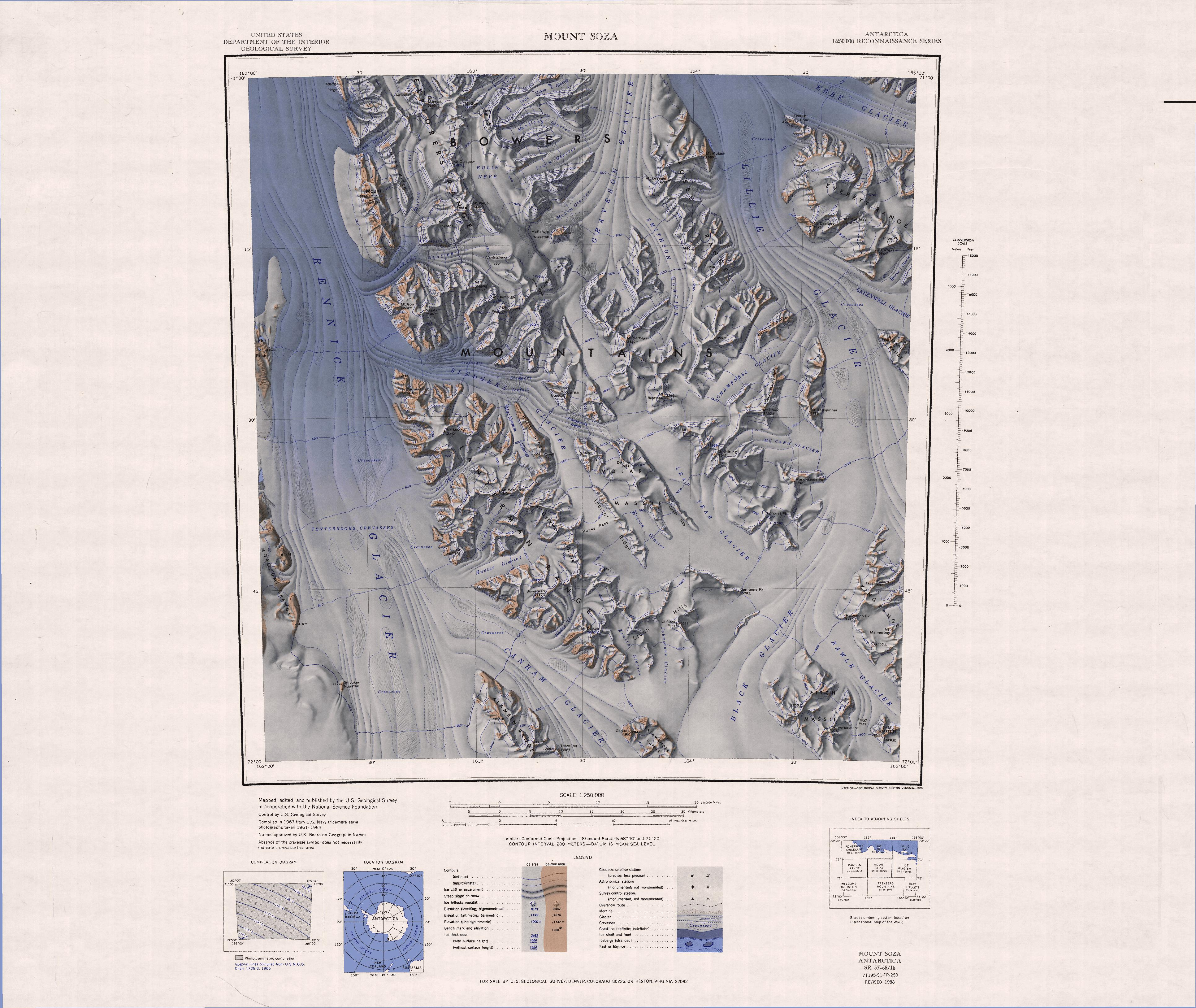
Südostteil der Morozumi Range am westlichen Kartenrand